# Szczybrza
Szczybrza – dziś nie istnieje. Osada tej nazwy zanikła w latach 1339-1351, a jej obszar wchłonęła sąsiednia wieś klasztorna Rzepin.
Nazwy lokalne miejscowości w dokumentach źródłowych: 1339 Scibrza, Sczybrza, 1519 locum dictum Smuzek Sczybsza.
Powiat jak Rzepin w roku 1351 ziemia sandomierska.

## Opis granic
Do XVI w. zachowała się nazwa terenowa wsi. Leżała Sczybrza między Rzepinem Pierwszym a Radkowicami, między rzekami Świśliną i Lubianką (ewentualnie jej prawym dopływem).
- W opisie granic Rzepina rok 1519 - pojawia się „Smuzek Sczybsza”.

- 1519 Stanisław z Janczyna podkomorzy sandomierski rozgranicza należące do klasztoru świętokrzyskiego wsie Rzepin i Rzepinek od wsi Świślina i Radkowice, włości Jana Konarskiego bpa krakowskiego. Granica prowadzi od kopca k. rz. Świśliny (Suislina) usytuowanego pod wzgórzem, k. łąki w górę przez wierzchołek wzniesienia zw. „Gorki”, zaroślami do drogi zw. „Jadowska”, która biegnie z Jadownik do m. Wąchocka, za nią do miejsca zw. „Smuzek Sczybsza” i dalej do boru, borem do drogi zw. „Stankomieska droga, borem według znaków krzyża do rz. Lubonia, której środkiem wiedzie granica. Zastrzeżono też wolne pastwisko dla poddanych klasztoru i biskupa[1].

## Własność
Własność szlachecka, od 1339 r. klasztoru świętokrzyskiego.
- 1339 – Za zgodą Kazimierza Wielkiego opactwo świętokrzyskie zamienia swoje wsie Opatkowice[a] w (krakowskim) i Zborów na wsie Obecnie Rzepin Pierwszy i Drugi, Rzepinek, Żerniki i Szczybrza - należące do Przybka, podsędka krakowskiego[2].